# Weinolsheim
Weinolsheim est une municipalité de la Verbandsgemeinde Guntersblum, dans l'arrondissement de Mayence-Bingen, en Rhénanie-Palatinat, dans l'ouest de l'Allemagne.
Elle est jumelée avec la commune de Brochon dans la Côte-d'Or.

## Notes et références

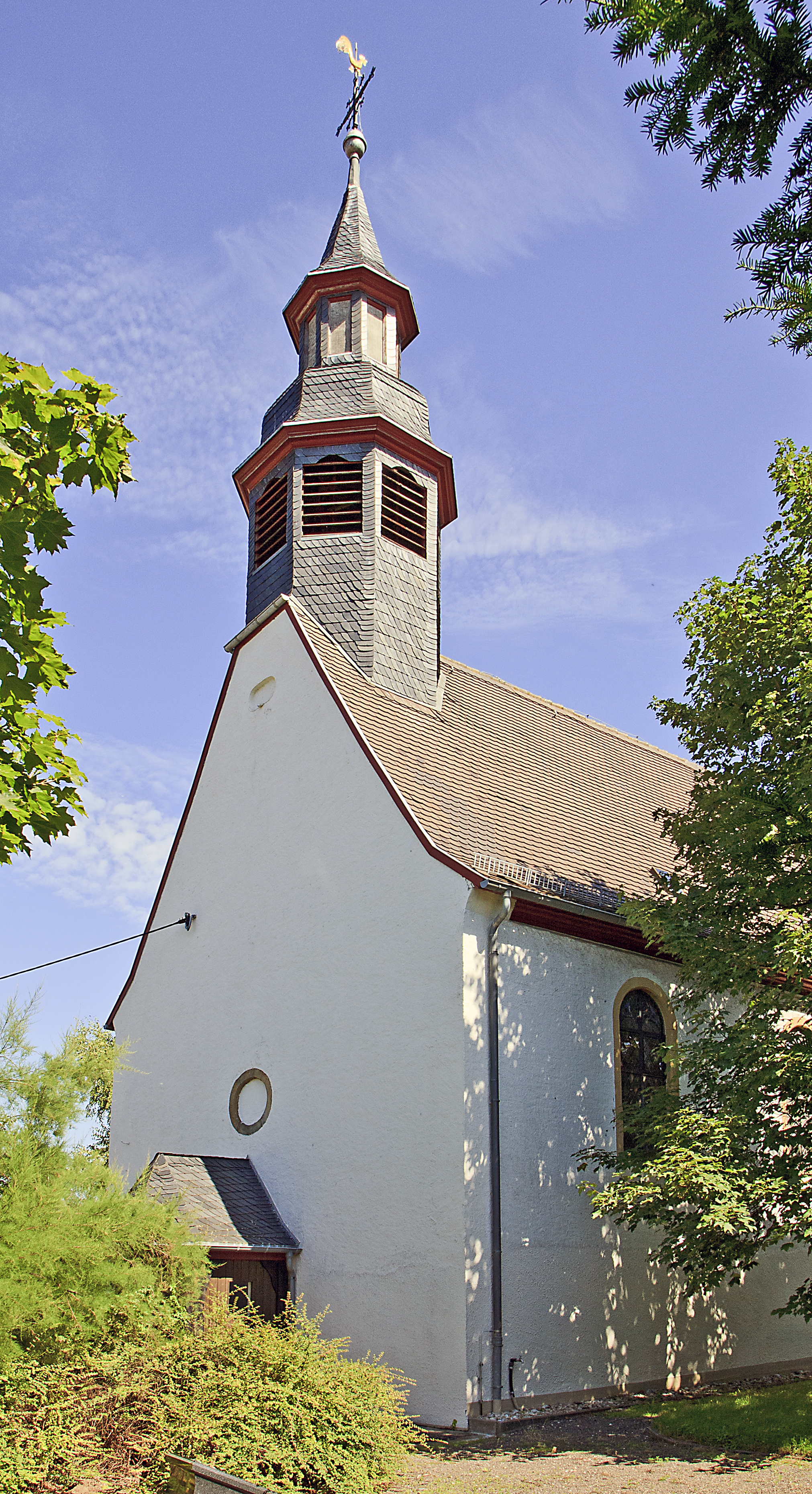
Église catholique St. Peter
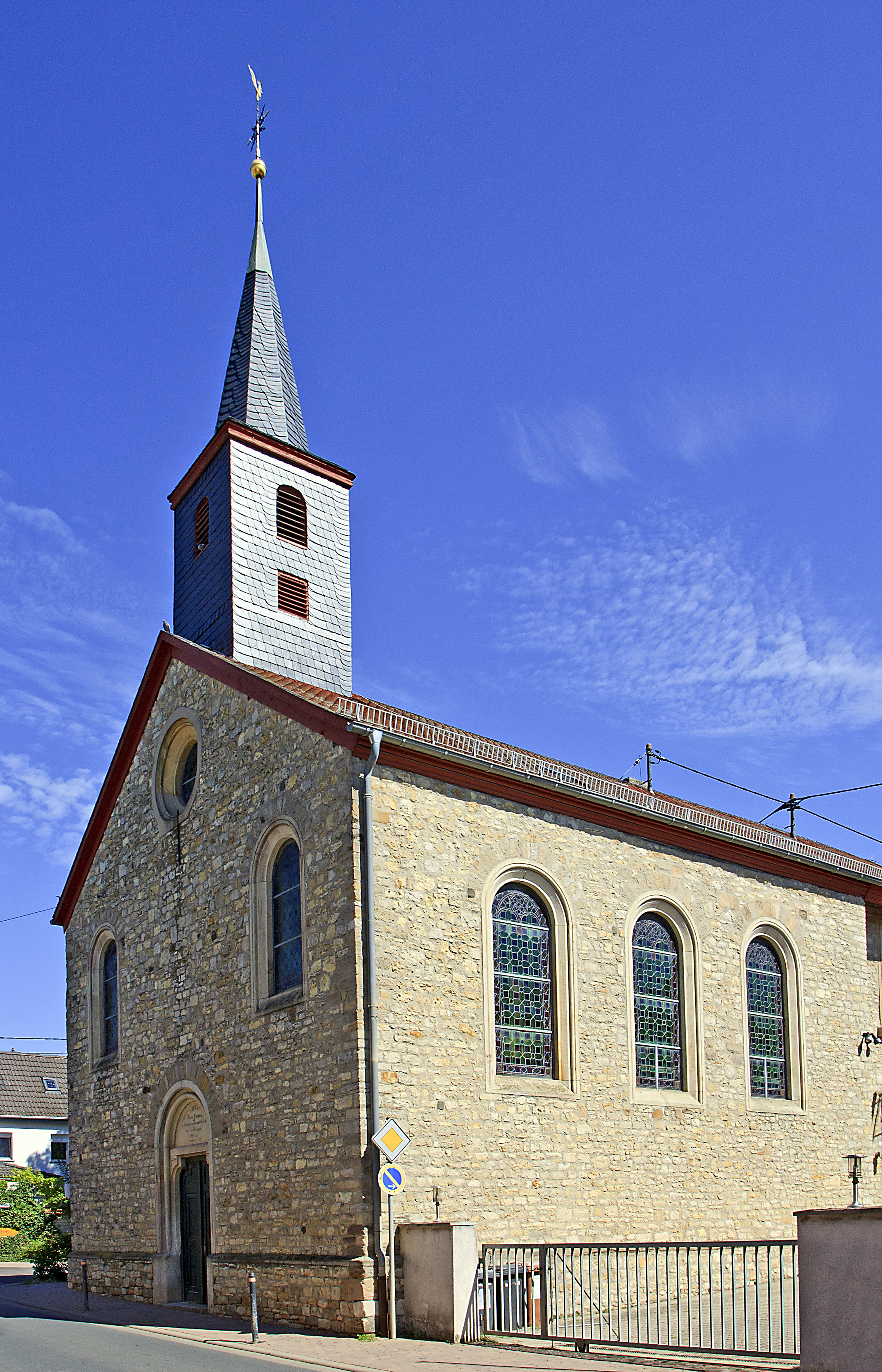
Église évangélique
Localisation de Weinolsheim dans la Verbandsgemeide et dans l'arrondissement